# Os vrtenja
Ós vrtênja ali vrtílna ós je premica, okrog katere krožijo deli telesa pri vrtenju. 
Točka na njej se imenuje osišče.